# ريان أديليي
ريان أديليي (بالعبرية: ראיין אדליי‏) (بالإنجليزية: Ryan Adeleye)‏ هو لاعب كرة قدم أمريكي وإسرائيلي في مركز الدفاع، ولد في 28 أبريل 1987 في إليزابيث في الولايات المتحدة. لعب مع نادي هبوعيل بئر السبع.

## وصلات خارجية
- ريان أديليي على موقع قاعدة بيانات كرة القدم.إي يو (الإنجليزية)
- ريان أديليي على موقع Soccerway.com (الإنجليزية)